# Attila Belanský
Attila Belanský (* 22. února 1961) je bývalý slovenský fotbalista, útočník.

## Fotbalová kariéra
Hrál za Spartak Trnava, DAC Dunajská Streda a v Maďarsku za Pécsi Munkás SC a Rába ETÖ Györ. V Poháru UEFA nastoupil v 1 utkání. V sezóně 1986-1987 byl s 9 góly nejlepším střelcem Trnavy.

## Ligová bilance
| Ročník                                   | Zápasy | Góly |                     |
| ---------------------------------------- | ------ | ---- | ------------------- |
| 1. československá fotbalová liga 1984/85 | 15     | 1    | Spartak Trnava      |
| 1. československá fotbalová liga 1985/86 | 26     | 2    | Spartak Trnava      |
| 1. československá fotbalová liga 1986/87 | 27     | 9    | Spartak Trnava      |
| 1. československá fotbalová liga 1987/88 | 17     | 4    | Spartak Trnava      |
| 1. československá fotbalová liga 1988/89 | 10     | 0    | DAC Dunajská Streda |
| 1. československá fotbalová liga 1989/90 | 22     | 2    | DAC Dunajská Streda |
| OTP Bank Liga 1990/91                    | 29     | 10   | Pécsi Munkás SC     |
| OTP Bank Liga 1991/92                    | 18     | 3    | Pécsi Munkás SC     |
| OTP Bank Liga 1992/93                    | 11     | 3    | Rába ETÖ Györ       |
| LIGA CELKEM                              | 175    | 34   |                     |